# Предраг Богдановић Брка
Предраг Богдановић Брка (Бзенице, 1914 — ?) је био српски и југословенски виноградар, као и командант штабне чете Расинског корпуса Југословенске војске у Отаџбини и лични пратилац војводе пуковника Драгутина Кесеровића у Другом светском рату.

## Биографија

### Образовање
Предраг Богдановић је рођен 1914. године у александровачком селу Бзенице, као син Веселина Богдановића и Милостије (девојачко Миодраговић). Ту је завршио четири разреда основне школе и постао помоћник виноградарских трговаца Божидара Поповића и браће Лукић, код којих је изучио виноградарски занат.
Пошто је одслужио војни рок у Краљевој гарди, уписао је четворогодишњу Нижу пољопривредну школу у Александровцу 1937. године.

### Други светски рат
Убрзо после капитулације у Априлском рату 1941. године, ступио је у везу са поручником Радивојем Милојевићем, који је тада био начелник штаба војводе расинског мајора Драгутина Кесеровића, тада под командом војводе Косте Миловановића Пећанца. Богдановић је у августу постављен за четовођу сеоских општина Плеш и Плоча. Мајора Кесеровића је упознао на Великом Јастрепцу и преузео задатке за припрему народног устанка против окупатора.
Уз Кесеровића је учествовао у бици за Крушевац, 23. септембра 1941. године, када су устаничке снаге доживеле пораз. Повукли су се у Велику Ломницу и преко Сталаћа отишли на састанак са војводом сталаћким Милутином Радојевићем.
Богдановић је учествовао и у неуспешној опсади Краљева у октобру и новембру 1941. године. По слому устанка, одлази са мајором Кесеровићем на Копаоник. Приликом оснивања Расинског корпуса, постављен је за команданта штабне чете, а касније је на лични захтев премештен за интенданта. Мајор Кесеровић га је касније одредио за свог личног пратиоца.
Априла 1943. године, одлази са Расинским корпусом у Црну Гору и учествује у обезбеђењу Врховне команде након операције Шварц. У мају исте године је био ангажован на заробљавању и стрељању војводе Машана Ђуровића, следбеника Косте Пећанца.
У фебруару и марту 1944. године, учествовао је у борбама против партизана између Видојевице и Соколовице. У октобру је учествовао у ослобођењу Крушевца. Са главнином снага Југословенске војске у Отаџбини одлази у Босну, а током борби са усташама и партизанима у Босанској голготи бива заробљен у одведен у затвор ОЗН-е у Крушевцу.
Суђено му је пред Војним судом 21. српска дивизија Народноослободилачке војске Југославије и осуђен је на 12 година затвора. Казну је одслужио у Казнено-поправном заводу у Сремској Митровици, након чега живи негде у Војводини где је и умро.